# Фокусник (картина)
«Фокусник» (нидерл. De goochelaar) — картина нидерландского художника Иеронима Босха или его учеников. Относительно времени написания нет единого мнения и потому датой называют период с 1475 по 1502 год. Работа относится к самым ранним в творчестве художника. Находится в коллекции Муниципального музея в городе Сен-Жермен-ан-Ле.

## История создания
Исследователи творчества Иеронима Босха отзываются о картине, как о довольно примитивном рисунке и решении фона в виде стены, что может говорить о том, что это одна из первых его картин. В этой работе уже прослеживаются характерные и определяющие черты творчества художника — высмеивание и выставление напоказ человеческих пороков в виде сатирических сцен.
Сцена с фокусником могла быть задумана Иеронимом Босхом как отсылка к карте таро — маг. Доводом этому служат изображения алхимических и астрологических символов в других его картинах, а также персонажей из карт таро, что попали в Европу из Египта и Индии в XIV веке.

## Сюжет картины
Сюжетом картины художник выбрал древнее занятие разного рода мошенников — фокус с напёрстками. В то время как все присутствующее устремили взгляды на фокусника, его сообщник в толпе ворует кошелёк. Иероним Босх изобразил аллегорический символ на столе и во рту склонившегося над столом — лягушку. Это земноводное включали в картины, где нужно было передать какой-либо порок или высмеять церковные ритуалы (к примеру, экзорцизм). Одежда фокусника наводит на аналогию с красной мантией папских кардиналов, а стол с предметами для фокусов — церковный алтарь.
Каждого из толпы у стола художник наделил индивидуальными чертами и занятым собственным делом. Склонившийся над столом — это зажиточный горожанин, изо рта которого выглядывает лягушка как символ порока и греховности. Мужчина, что ворует у него деньги, изображён в одежде члена ордена доминиканцев. Мужчина в чёрной одежде открыто флиртует с женщиной в красном головном уборе, положив одну руку на её плечо, а вторую — на грудь. Монахиня пристально наблюдает за действиями фокусника, а рядом стоящий с ней мужчина в зелёной одежде смотрит на зрителей. Как было замечено исследователями творчества Иеронима Босха, лицо мужчины в зелёной одежде встречается и на других полотнах. Колорит жанровой сцены построен на сопоставлении друг с другом таких цветов, как белый, красный и чёрный, а также незначительных оттенков коричневого, синего и зелёного.